# Nogal y Anexas
Nogal y Anexas är en ort i Mexiko.   Den ligger i kommunen Guerrero och delstaten Chihuahua, i den nordvästra delen av landet, 1 300 km nordväst om huvudstaden Mexico City. Nogal y Anexas ligger 2 314 meter över havet och antalet invånare är 216.
Terrängen runt Nogal y Anexas är kuperad åt nordost, men åt sydväst är den platt. Runt Nogal y Anexas är det glesbefolkat, med 11 invånare per kvadratkilometer. Närmaste större samhälle är Ignacio Zaragoza, 15,3 km väster om Nogal y Anexas. Omgivningarna runt Nogal y Anexas är i huvudsak ett öppet busklandskap.